# Schoenlandella gloriosa
Schoenlandella gloriosa är en stekelart som beskrevs av Maritza Mercado 2003. Schoenlandella gloriosa ingår i släktet Schoenlandella och familjen bracksteklar. Inga underarter finns listade i Catalogue of Life.